# Caciotta marchigiana
La caciotta marchigiana è un formaggio di antica tradizione marchigiana, riconosciuto come prodotto agroalimentare tradizionale delle Marche.

## Descrizione
In origine questo prodotto caseario veniva preparato esclusivamente con latte di pecora, mentre oggi se ne trovano pure di vaccine, caprine, oppure a latte misto. Vengono proposte sia piuttosto fresche sia stagionate, dopo aver maturato per circa 2 mesi dentro delle botti o ad anfore di terracotta.
Rispetto alla tradizionale preparazione casearia, si presentano delle differenze: a pasta cruda o semicotta a 45° circa, ed in qualche caso si pratica la scottatura delle forme nel siero bollente, una volta salate.
Si trovano inoltre in commercio caciotte aromatizzate al tartufo o al peperoncino.

## Dimensioni
- Diametro tra i 10 e i 20 cm
- Altezza tra i 4 e i 6 cm
- Peso: tra i 700 g e gli 1,8 kg